# Understanding Eye
Understanding Eye är ett studioalbum från 2017 av den svenska sångerskan Monica Törnell. Det är hennes första egna album med nyinspelat material på 25 år.
Albumet spelades in i Slowbeat Studio i Gävle under våren och sommaren 2017 och innehåller nyinspelningar av gamla egna låtar och en del covers. På albumet medverkar musikerna Viktor Ek (gitarr, keyboard), Emil Thurell (trummor) och Calle Embretsén (bas) från Hudiksvall samt sonen Tobias Törnell (såg). Assisterande solosångare på låtarna 10 och 13 är Simon Ådahl och sonen Mattias Törnell. Den sistnämnde var även produktionsansvarig.  Albumet släpps för digital nedladdning och på CD av MT Music Production (MT Music 17006), men man planerar även en vinylutgåva. 
Skivsläppet var bestämt till den 29 september 2017, men uppsköts då den planerade releasefesten fick ställas in på grund av en kommunikationsmiss i samband med Tribe Hotels övertagande av driften på Stadshotellet i Söderhamn. Albumet släpptes i stället den 20 oktober 2017.

## Låtlista[3]
1. Hangover (Monica Törnell) 3:10
2. Did You Call Me? (Monica Törnell) 3:18
3. Ego (Monica Törnell) 2:19
4. Angels and Devils the Following Day (Dory Previn)  4:14
5. I'm in Love with a Big Blue Frog (Les Braunstein) 3:44
6. Necessarily Not  (text: Monica Törnell; musik: Monica Törnell/Stephen Franckevich) 5:18
7. Sympathy (text och musik: Rare Bird: Graham Field/Steve Gould/David Kaffinetti/Mark Ashton) 4:00
8. I'm so Happy! (Monica Törnell) 3:21
9. Drop Dead! (text och musik: Monica Törnell/Lars Ekholm) 2:19
10. Oh Lord (Hymn) [Short Version] (Monica Törnell) 3:20
11. The Wind Cries Mary  (Jimi Hendrix) 3:44
12. Hangover (Cool) (Monica Törnell)   2:49
13. Oh Lord (Hymn) [Long Version] (Monica Törnell) 7:30